# Ракитка (приток Имзы)
Ракитка — река в России, протекает по Большемурашкинскому и Княгининскому районам Нижегородской области. Устье реки находится в 62 км по левому берегу реки Имза. Длина реки составляет 14 км.
Исток реки находится в урочище Согласие в 6 км северо-восточнее Большого Мурашкина. Течёт на северо-восток, протекает деревни Барково, Бубенки, Ракита (все — Соловьёвский сельсовет, Княгининский район). В низовьях дробится на рукава и впадает в Имзу около села Соловьёво.

## Данные водного реестра
По данным государственного водного реестра России относится к Верхневолжскому бассейновому округу, водохозяйственный участок реки — Сура от устья реки Алатырь и до устья, речной подбассейн реки — Сура. Речной бассейн реки — (Верхняя) Волга до Куйбышевского водохранилища (без бассейна Оки).
Код объекта в государственном водном реестре — 08010500412110000040247.